# Филдинг, Фенелла
Фенелла Филдинг (англ. Fenella Fielding, урожд. Фенелла Мэрион Фельдман (англ. Fenella Marion Feldman); 17 ноября 1927 — 11 сентября 2018) — британская актриса. Получила большую популярность за свои роли в серии комедийных фильмов «Так держать» (1958—1992), сериале «Записки Пиквикского клуба» (1985) и молодежном сериале «Молокососы» (2007—2013). Среди фильмографии также имеют место «Сапфир», «Самый мрачный дом», «Мистер Питкин на эстраде», а также сериалы «Заключенный», «Сумасшедшие приключения Робин Гуда» и другие.

## Биография

### Ранние годы
Родилась Фенелла Филдинг 17 ноября 1927 года в Лондоне. В семье, где Фенелла была младшей сестрой, было ещё два ребёнка — Бэзил Фельдман и Барон Фельдман. Их мать, Тилли имела румынско-еврейские корни, а отец, Филипп Фельдман, был литовским евреем. Отец, в какое-то время, работал управляющим кинотеатра в Силвертауне, в восточном Лондоне. Выросла она в Нижнем Клэптоне, а позже переехала в Эджвар, где училась в Коллегиальной школе Северного Лондона.

### Карьера
Актёрскую карьеру Фенелла начала в 1952 году, участвуя в сценических постановках. Впервые она дала творческий перерыв, когда сопровождала тогда ещё неизвестного актёра Рона Мооди, с которым она познакомилась в постановке в Лондонской Экономической школе, на прослушивание. Популярной она стала благодаря своей роли в музыкальной версии Валмута в 1958 году. В 1958—1992 годах снималась в сериях комедийных фильмов «Так держать».
В 1966 году снялась в собственной телевизионной программе «Izeena», а в 1985 году — в сериале «Записки Пиквикского клуба».
С 2007 по 2013 годы также снималась в молодежном сериале «Молокососы».

### Смерть
Филдинг перенесла инсульт в августе 2018 года и спустя 2 недели 11 сентября скончалась.

## Избранная фильмография
| Год  |   | Русское название | Оригинальное название | Роль         |
| ---- | - | ---------------- | --------------------- | ------------ |
| 2012 | с | Молокососы       | Skins                 | Мириам Хенли |